# 美浜タウンリゾート・アメリカンビレッジ
座標: 北緯26度18分58.258秒 東経127度45分24.004秒 / 北緯26.31618278度 東経127.75666778度
美浜タウンリゾート・アメリカンビレッジ（みはまタウンリゾート・アメリカンビレッジ）は、沖縄県北谷町美浜にあるリゾート地区。アメリカ合衆国の雰囲気を模したショッピング、エンターテイメントエリア。

## 概要
在日米軍施設キャンプ・フォスターのうち海岸沿いにあったハンビー飛行場が1981年（昭和56年）に返還され、1988年（昭和63年）には飛行場跡地北側に隣接する海岸で新たに埋め立て地が造成された。両地区は一体的な開発が行われることになり、このうちの埋め立て地部分に建設されたのが北谷町運動公園とアメリカンビレッジである。在日米軍施設が集中するこの地域の特性を生かしてアメリカ合衆国の雰囲気を前面に押し出すことになった。アメリカンビレッジは1997年（平成9年）から本格的な工事が始まり、翌年から施設が順次開業し、2004年（平成16年）にほぼ完成した。2003年における年間来客数は延べ830万人にのぼった。

## 主な施設
- リゾートホテル
- 飲食店、カフェ
- 雑貨店、土産物店
- イオン北谷ショッピングセンター・イオン琉球（旧・琉球ジャスコ）イオン北谷店
- シネマコンプレックス（ミハマ7PLEX）
- ボウリング場（エナジックボウル美浜）
- ライブハウス
- 美浜メディアステーション

### かつて存在した施設
- 観覧車

## 周辺施設

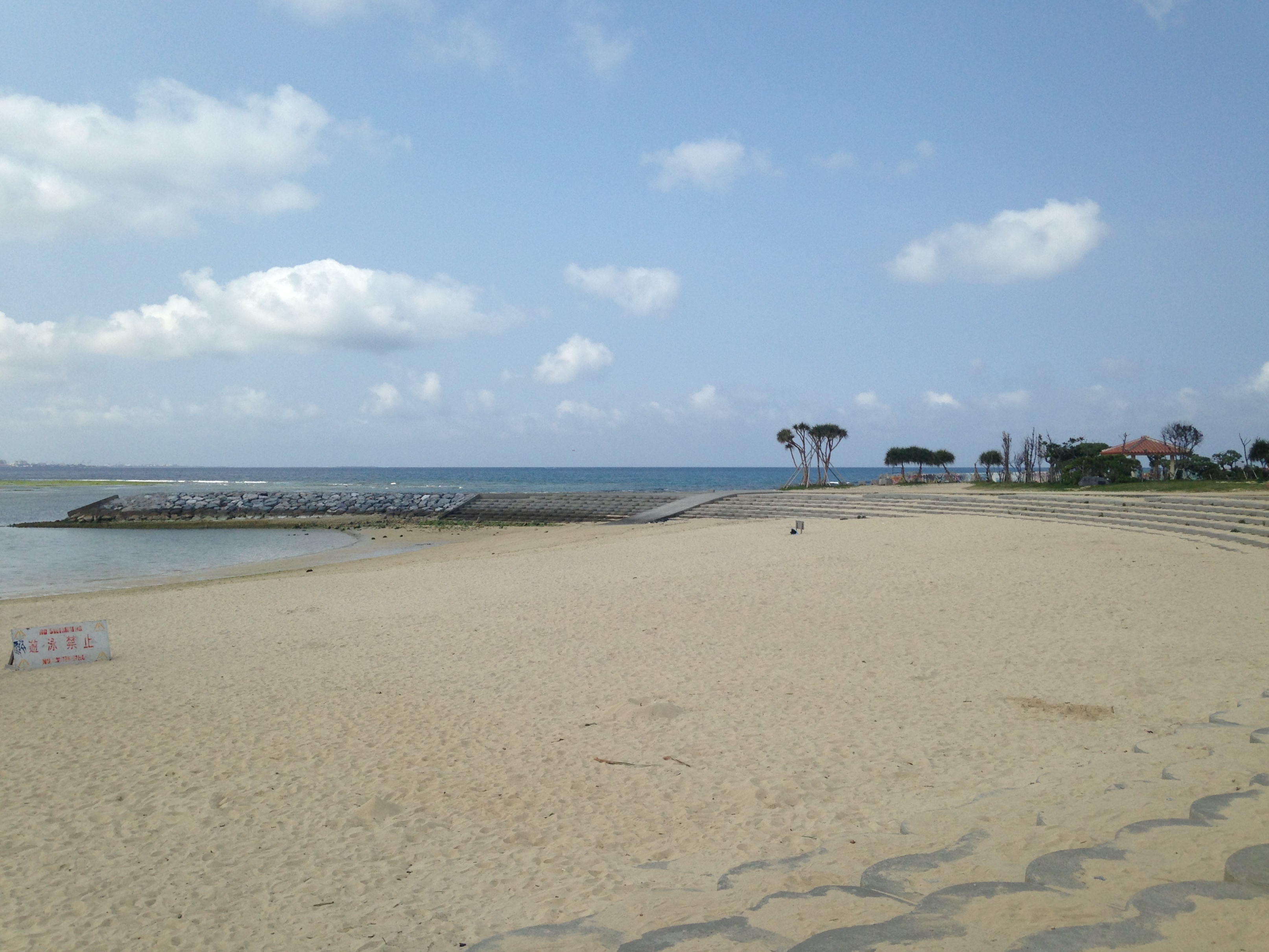
サンセットビーチ

- リゾートホテル
- 北谷町運動公園
  - 北谷公園野球場
  - 北谷公園陸上競技場
  - サンセットビーチ（海水浴場）
  - ちゃたん恵み温泉

## 交通アクセス
路線バス
- 美浜アメリカンビレッジ入口バス停下車、徒歩5分。

20番・名護西線　（琉球バス交通・沖縄バス）
28番・読谷（楚辺）線　（琉球バス交通・沖縄バス）
29番・読谷（喜名）線　（琉球バス交通・沖縄バス）
120番・名護西空港線　（琉球バス交通・沖縄バス）
- 美浜アメリカンビレッジ南口バス停、美浜アメリカンビレッジ北口バス停下車。

62番・中部線　（琉球バス交通）
- 参考：バスマップ沖縄